# 강인서
강인서(1983년 9월 6일 ~ )는 대한민국의 배우이다.

## 학력
- 용인대학교 대학원 석사과정 수료
- 용인대학교 학사

## 출연작

### 영화
- 《미드나이트》 (2021년) - 남사원 1 역
- 《독전》 (2018년) - 위병소 의경 역
- 《개: dog eat dog》 (2015년) - 최태수 동생 역

### 드라마
- 《빅이슈》 (2019년, SBS)
- 《바벨》 (2019년, TV조선) - 박덕배 역
- 《뷰티 인사이드》 (2018년, JTBC) - 김지훈 역
- 《나쁜 녀석들 : 악의 도시》 (2017년, OCN) - 호준 역
- 《블랙》 (2017년, OCN) - 경찰 역
- 《맨투맨》 (2017년, JTBC)
- 《훈장 오순남》 (2017년, MBC)
- 《내성적인 보스》 (2017년, tvN)
- 《김과장》 (2017년, KBS2)
- 《언제나 봄날》 (2016년, MBC)
- 《빛나라 은수》 (2016년, KBS1) - 박기사 역
- 《38사기동대》 (2016년, OCN)
- 《또! 오해영》 (2016년, tvN)
- 《장사의 신 - 객주 2015》 (2016년, KBS2) - 보부상 역
- 《호구의 사랑》 (2015년, tvN)
- 《불꽃 속으로》 (2014년, TV조선)
- 《광개토태왕》 (2011년, KBS1)
- 《커피하우스》 (2010년, SBS)